# Fata Morgana (film 1965)
Fata Morgana è un film del 1965 diretto da Vicente Aranda.
La pellicola, presentata alla Settimana internazionale della critica del Festival di Cannes 1966, rappresenta il debutto cinematografico del regista spagnolo.